# Sulzfeld (Baden)
Sulzfeld település Németországban, azon belül Baden-Württembergben. Lakosainak száma 5188 fő (2023. december 31.).

## Népesség
A település népessége az elmúlt években az alábbi módon változott:
| Lakosok száma | 2304 | 3806 | 4188 | 3948 | 3780 | 4280 | 4474 | 4661 | 4581 | 5188 |
|               | 1939 | 1966 | 1972 | 1979 | 1986 | 1992 | 1999 | 2006 | 2012 | 2023 |